# Future bass
Future bass er en musikgenre, som er en bred undergenre af EDM som opstod i de tidlige til midt-2010'er. Genren tager indflydelser fra forskellige stilarter af wonky, en håndful af post-dubstep-tendenser og i et vist omfang purple sound og er generelt karakteriseret ved omtågede, forfærdet synths, for det meste savtand og firkantede bølger. Disse indeholder typisk modulering gjort ved automatisering eller lavfrekvensoscillatorer, hvilket resulterer i en melodisk, sorgløs og behagelig atmosfære. På trods af at future bass-numre ofte varierer i stil, inkluderer det andre almindelige funktioner som hårde, fremtrædende baslinjer, raslende hi-hatte eller snareruller, supersave, syvende- og arpeggio-akkorder, højtliggende vokalsampler, lydeffekter og vakkelvorn percussion.
Mens future bass udviklede fra flere separate scener, går nogle af dets tidligste eksempler tilbage til Hudson Mohawke's album fra 2009, Butter, og Rustie's EP, Sunburst. Hudson Mohawke og Rustie, sammen med medwonkyproducere såsom Lunice og Sinjin Hawke, præsenterede et lydalternativ til det organiske, hiphop-infunderet jazzagtig lyd fra wonkyproducere som Flying Lotus og Samiyam. Deres lyd blandede wonky med Joker's purple sound, og senere med trap-musik, hvilket dermed skaber paletten som mange senere future bass-producere var inspireret af. Rustie's arbejde fødte også den kortvarige tendens af aquacrunk-musik, en stilart fra wonky-musik som dukkede op i Glasgow i de senere 2000'er. Andre bemærkelsesværdige, tidlige future bass-eksempler som hjalp med at definere og popularisere lyden omfatter Cashmere Cat's succesfulde Mirror Maru og Flume's "Holdin' On", som inkluderet i hans succesfulde debutalbum, Flume. Senere producere tog også stor indflydelse fra dubstep, såvel som andre EDM-stilarter, som yderligere tager future bass væk fra dets wonky-oprindelse.
Nogle bidragydere til future bass' udvikling, hvilket ikke var ligeså kommercielt succesfuldt, men alligevel bemærkelsesværdige, var et nummer af kunstnere tilknyttet til den tidlige 2010'er-chillwave-tendens (sammen med cloud rap), som eksemplificeret af værkerne fra producere som Odesza, Star Slinger, Giraffage, Ryan Hemsworth og Spazzkid. Producere som Odesza kombinerede rumklanggennemvædet, atmosfæriske lydbilleder med vokalhug og højt melodiske led og satte senere hen scenen for opstandelsen af lignende future bass-stilarter.
i 2014 blev begrebet future bass populært takket være mærker såsom Monstercat og andre EDM-kanaler, som spredte brugen af begrebet og støttede genren, hvilket ledte til et komplet udbrud af nye producere fra forskellige scener. Senere producere såsom Lido, San Holo, Whethan, Dabin, Mura Masa, Vanic, Louis the Child, KRANE og Sam Gellaitry introducerede yderligere eksperimentering såvel som indflydelser fra andre genrer, inkluderende men ikke begrænset til elektropop, moderne R&B og alternative R&B, Jersey club, et par house-genrer (for det meste populært elektrohouse, future house, tropical house og Nu-disco), bubblegum bass og endda downtempo og instrumental hiphop. Melodisk dubstep blev også en stor indflydelse på future bass omkring det tidspunkt, med mange af producere, som engang var tilknyttet med genren, blev stigende tilknyttet med future bass, mest bemærkelsesværdigt Illenium og Said the Sky. Genrens diversitet resulteret i fødslen på en mindre stilart kendt som kawaii future bass, hvilket kombinerede future bass' produktion med store indflydelser fra computerspilsmusikgenrer, j-pop, japansk electronica og en fremtrædende "sød" æstetik, hvilket resulterede i en højt melodisk og nogle gange hurtig form for genren. Mens størstedelen af stilartens pionerer var baseret i Japan, såsom Snail's House, spredte det sig hurtigt på nettet og blev samlet op af amerikanske kunstnere som Hyper Potions og Shawn Wasabi. Andre derivater opstod såvel, som den jazzagtige, funky future bass relateret til mærker som Night Owl Collective og den mere Leftfield-lænende future bass fr a San Holo's mærke Bitbird.
Ind i de senere 2010'er, blev future bass en primær indflydelse på mange populære pop-kunstnere, hvilket hjalp genren med at opnå grafsucces og globale hits i mere popvenlige former med bredere publikum. Producere såsom The Chainsmokers, Marshmello og Martin Garrix var især populære og succesfulde i løbet af disse år, begge ved at samarbejde med andre popstjerner i tilfælde af grafbrydere som "Something Just Like This", "Wolves", "Closer" og "In the Name of Love", og igennem solohits som "Roses". Mange EDM-producere tilknyttede sig tidligere med succesfulde EDM-bølger af de tidlige til midt-2010'er som brostep og elektrohouse, såsom Skrillex, Zeds Dead, Krewella, Seven Lions og Diplo, begyndte såvel at producere og indarbejde indflydelser af future bass til deres musik, hvilket yderligere bidrog til genrens udbredte succes og indflydelse.